# Сборная Польши по теннису в Кубке Дэвиса
Сборная Польши в Кубке Дэвиса — национальная мужская сборная Польши по теннису, представляющая эту страну в престижнейшем мужском турнире национальных теннисных сборных — Кубке Дэвиса. Бывший участник Мировой группы.

## История
Первое участие в Кубке Дэвиса, Польша приняла в 1925 году. В 2016 году играли в Мировой группе, что является наивысшим достижением команды.

## Действующий состав (2016)
- Ежи Янович
- Лукаш Кубот
- Михал Пшисенжний
- Марцин Матковский